# Вязовська Марина Сергіївна
Марина Сергіївна Вязо́вська (нар. 2 грудня 1984, Київ) — український математик. Кандидат фізико-математичних наук (2010), доктор природничих наук (лат. Doctor rerum naturalium, 2013), міжнародний член Національної академії наук США (2025). Друга жінка (після Мар'ям Мірзахані), яка отримала Медаль Філдса (2022) за елегантне розв'язання частини 18-ї проблеми Гільберта — задачі про пакування куль у 8-вимірному просторі.

## Життєпис
Народилася в Києві старшою з трьох сестер в родині інженерів (батько — хімік заводу «Антонов»). У дитинстві захоплювалася науковою фантастикою, зокрема творчістю братів Стругацьких.
У Київському природничо-науковому ліцеї № 145 навчалась математики у кандидата фізико-математичних наук Андрія Князюка.
Демонструвала високі результати на учнівських олімпіадах з математики. На останньому курсі ліцею мріяла представляти Україну на Міжнародній олімпіаді з математики. На національному конкурсі лише 12 найкращих учасників запрошуються на тренувальний збір, де відбираються шість членів збірної. Вязовська посіла 13-те місце. У 2002—2005 роках займала призові місця на Міжнародній студентській олімпіаді з математики, здобула перший приз у 2002 та 2005 роках.
У 2001—2006 роках навчалася на механіко-математичному факультеті Київського національного університету імені Тараса Шевченка, де здобула бакалаврський (2005, науковий керівник Сергій Овсієнко) та ступінь спеціаліста[джерело?] (2006 рік, науковий керівник Шевчук Ігор Олександрович). У 2006—2009 навчалася в аспірантурі механіко-математичного факультету КНУ імені Тараса Шевченка (науковий керівник Шевчук Ігор Олександрович), 11 травня 2010 року захистила кандидатську дисертацію за темою «Нерівності для поліномів і раціональних функцій та квадратурні формули на сфері» в Інституті математики НАН України.

## Математична кар'єра
Перші роботи Вязовської, в співавторстві з Андрієм Бондаренком та однокурсником Миколою Пупашенком, опублікувала у 2005 та 2006 роках відповідно. Паралельно навчалась у магістратурі університету Кайзерслаутерна, Німеччина, де здобула магістерський ступінь у 2007 році.
У 2013 році Вязовська здобула ступінь доктора природничих наук (лат. Doctor rerum naturalium) у Боннському університеті. Її докторська дисертація «Модулярні функції та особливі цикли» («Modular Functions and Special Cycles») під керівництвом Дона Цагіра та Вернера Мюллера була пов'язана з аналітичною теорією чисел. 2013 року Annals of Mathematics, один із найпрестижніших математичних журналів, опублікував статтю Вязовської (зі співавторами А. Бондаренком та Д. Радченком).
На початок 2016 року була постдокторантом у Берлінській математичній школі та Гумбольдтському університеті Берліна.
У грудні 2016 року Марина Вязовська відгукулася на пропозицію Федеральної політехнічної школи Лозанни (EPFL) у Швейцарії стати доцентом. А у грудні 2017 року 33-річна Марина отримала вже вчене звання професора. Завідувачка кафедри теорії чисел EPFL.

### Задача про пакування куль
Задача про пакування куль про укладання гарматних ядер на кораблях британського військового флоту, поставлена в кінці 1500-х англійськими математиками, лишалася недоведеною протягом кількох століть. Її не змогли розв'язати Йоганн Кеплер та Ісаак Ньютон, задача потрапила до списку з 23 невирішених математичних задач, складеного у 1900 році Давидом Гільбертом
У 2016 році Марина Вязовська розв'язала задачу про пакування куль у 8-вимірному просторі та, у співавторстві, — в 24-вимірному. Раніше задача була розв'язана лише для просторів із трьома й менше вимірами, а розв'язання тривимірного випадку (гіпотеза Кеплера) було викладене на 300 сторінках тексту з використанням 50 000 рядків програмного коду. Натомість розв'язання Вязовської 8-вимірного випадку займало лише 23 сторінки та було «приголомшливо простим».
У 2019 році Вязовська зі своєю командою розв'язала математичне рівняння, яке визначає, як розміщується у 8- та 24-вимірних просторах нескінченна кількість точок, що відштовхуються одна від одної.
Вязовська також відома дослідженнями сферичних дизайнів з Андрієм Бондаренко і Данилом Радченком. Вона довела гіпотезу Кореваара та Меєрса про існування малих конструкцій у довільних розмірах. За цей результат, в тому числі, Андрій Бондаренко отримав сьому премію Василя Попова (англ. Vasil A. Popov Prize) з теорії наближень в 2013 році. Данило Радченко за інші результати отримав дев'яту премію Василя Попова в 2020 році.
За роботу над найщільнішими пакуваннями куль у розмірностях 8 та 24, використовуючи модулярні форми, Марина Вязовська у 2016 році удостоєна премії Салема.
У квітні 2017 року отримала дослідницьку нагороду за проривну роботу над задачами пакування куль від Математичного інституту Клея.
2017 року удостоєна премії Рамануджана (англ. SASTRA Ramanujan Prize) від індійського університету SASTRA (англ. Shanmugha Arts, Science, Technology & Research Academy). Вручення відбулося 21-22 грудня 2017 року на Міжнародній конференції з теорії чисел в Кумбаконамі, рідному місті Срініваси Рамануджана.
У 2022 році Марина Вязовська за свій розв'язок задачі пакування куль 8-вимірному просторі отримала одну з найпрестижніших у світі математики нагород — Медаль Філдса, ставши другою жінкою, що отримала цю нагороду, після Мар'ям Мірзахані і другою з українських математиків після Володимира Дрінфельда удостоєною цією медаллю. Преміальні 15 тисяч канадських доларів мала намір витратити на підтримку України. У промові на церемонії вручення медалі на Світовому конгресі математиків Марина Вязовська говорила про Україну, війну Росії проти України та злочини російських окупантів. Зокрема, вона віддала шану молодій українській вчительці математики Юлії Здановській, яка була вбита під час бомбардування росіянами Харкова.
5 травня 2025 року українські математикиня Марина Вязовська та кліматологиня Світлана Краковська стали міжнародними членкинями Національної академії наук США.

## Особисте життя
Одружена з Данилом Євтушинським (англ. Daniil Evtushinsky), фізиком з EPFL, з яким вчилася у ліцеї № 145.
Має сина (2008/2009) та доньку (2019/2020). Займається малюванням.
Молодші сестри, Наталія і Тетяна.

## Нагороди та визнання
- 2016: премія Салема[42];
- 2017: дослідницька нагорода Клея[43];
- 2017: премія SASTRA Ramanujan[44];
- 2017: європейська премія з комбінаторики[en]
- 2018: премія «Нові горизонти в математиці»[56];
- 2019: премія Satter[en][57];
- 2019: премія Ферма[58];
- 2020: премія Європейського математичного товариства[59];
- 2020: швейцарська премія Латсіс[en][60];
- 2021: член Європейської Академії[61];
- 2022: старший науковий співробітник Інституту математики Клея[62];
- 2022: Медаль Філдса[63] за розв'язок задачі про пакування куль у 8-вимірному просторі[64];
- 13 липня 2022 року: орден «За заслуги» I ступеня — за визначний особистий внесок у розвиток світової науки, популяризацію вітчизняної математичної школи, зміцнення авторитету Української держави[12].

## Обрані праці
- Bondarenko, Andriy; Radchenko, Danylo; Viazovska, Maryna (2013), Optimal asymptotic bounds for spherical designs, Annals of Mathematics, Second Series, 178 (2): 443—452, arXiv:1009.4407, doi:10.4007/annals.2013.178.2.2, MR 3071504
- Viazovska, Maryna (2017), The sphere packing problem in dimension 8, Annals of Mathematics, 185 (3): 991—1015, arXiv:1603.04246, doi:10.4007/annals.2017.185.3.7
- Cohn, Henry; Kumar, Abhinav; Miller, Stephen D.; Radchenko, Danylo; Viazovska, Maryna (2017), The sphere packing problem in dimension 24, Annals of Mathematics, 185 (3): 1017—1033, arXiv:1603.06518, doi:10.4007/annals.2017.185.3.8
- Cohn, Henry; Kumar, Abhinav; Miller, Stephen D.; Radchenko, Danylo; Viazovska, Maryna (10 червня 2022). Universal optimality of the 𝐸8 and Leech lattices and interpolation formulas. Annals of Mathematics. arXiv:1902.05438v3.